# أبو عمر السيف
أبو عمر محمد بن عبد الله بن سيف الجابر آل بوعينين ولد عام 1390 هـ في بلدة القيصومة شمالي المملكة العربية السعودية وعاش فيها قرابة العقدين من الزمان وكان من صغره هادئ الطباع محبوباً عند معارفه.
له ست أشقاء اثنان منهم أكبر منه سناً هما مبارك وإبراهيم ويعملان في الهيئة الملكية في منطقة الجبيل الصناعية شرق المملكة العربية السعودية وثلاثة أصغر منه هم على التوالي فيصل، بدر، وعلي كما أن له 6 شقيقات، حيث يعيشون  في منطقة الجبيل. ديار اسلافهم الاصلية متزوج من امرأتان وله من الأولى 3 أبناء ومن الثانية ابن واحد.

## النشأة

### شبابه
كان محباً للرياضة لاسيما كرة القدم وكان يقيم دوري للعب مع شباب القيصومة وكان دائماً هو قائد الفريق - خياركم في الإسلام خياركم في الجاهلية إذا فقهوا - ويسمع الغناء كعادة الشباب.

### سبب هدايته
كان سبب هدايته على بعض الأشرطة التي سمعها بالصدفة، ثم وجد كتاب الجواب الكافي في مكتبة البيت مما تركه جده الشيخ سيف الذي كان عمدة القيصومة وكان الجد يحفظ القرآن، فقرأه وتأثر به تأثراً كبيراً جداً وذلك أن كتاب الجواب الكافي متخصص في بيان آثار الذنوب، فلا ينتهي منه القاريء إلا ويحس بحاجز كبير بينه وبين الذنوب، وكان يمشي في المساجد يلقي الدروس من كتاب الجواب الكافي بعدما لخصه، ومن ثم أخذ يتتبع كتب ابن القيم في المكتبات فوقع على الوابل الصيب فأثر به أكثر ثم مدارج السالكين ثم طريق الهجرتين، وكان يحبه حباً كثيراً حتى أنه قرأ طريق الهجرتين أكثر من عشرين مرة ويكاد يحفظه عن ظهر قلب.

### البدايات في الجهاد والعلم
بدأت علاقة الشيخ أبو عمر بـالجهاد في سنة 1986 م بعد تخرجه من الثانوية العامة حيث سافر إلى أفغانستان للإعداد للجهاد ومكث فيها سنة كاملة، التقى خلالها قائد المجاهدين العرب الشيخ عبد الله عزام وزعيم تنظيم القاعدة أسامة بن لادن وكبار قادة المجاهدين ثم عاد بعدها إلى السعودية ليمكث شهراً قبل أن يعود إلى أفغانستان من جديد، ويمكث عاماً وزيادة في جبهة (لوقر)، استغلها بالدعوة إلى الله وإقامة الدروس مع جهاده ورباطه في الثغور. بعد عودته من سفره الثاني واصل أبو عمر ارتباطه بالجهاد عن طريق جمع التبرعات، ثم قرر الشيخ أن يعمق تحصيله العلمي فالتحق بجامعة الإمام محمد بن سعود الإسلامية ليتخرج فيها بتقدير امتياز مع مرتبة الشرف الأولى.
رفض تولي القضاء وفضل العمل في قطاع التدريس في المعاهد الشرعية المتوسطة وبعد صدور قرار تعيينه في العام 1996 م غادر السعودية إلى الشيشان. كان يحفظ القرآن والصحيحين وبعض المتون وقرأ كتب ابن القيم كلها تقريباً ويحفظ معظمها ولازم الشيخ محمد بن صالح العثيمين مدة إقامته في عنيزة ودراسته في جامعة الإمام محمد بن سعود.

## الشيشان
في عام 1417 هـ الموافق عام 1996 م غادر السعودية إلى الشيشان وكان ذلك إبان الحرب الأولى وقبيل انسحاب الروس منها بثلاثة أشهر. حين وصوله إلى الشيشان انخرط في معسكرات التدريب ولم يكن معروفاً آنذاك لرغبته في أن يكون في غمار الناس ولم يكن ممن يشهر نفسه، حتى جاء القائد أبو الوليد يوماً لزيارة المعسكر فتفاجأ برؤية أميره ومعلمه في بلاد الأفغان فسر بذالك أيما سرور وقام بالتَعريف به بين قادة المعسكر ونبه الناس إلى علمه وفضله.

### مرحلة ما بين الحربين
قام قائد جيش المجاهدين في الشيشان ثامر السويلم الشهير بـ «خطاب» بتولية أبو عمر السيف رئيساً للمحاكم الشرعية وتشكل حينها «مثلث قيادة المجاهدين العرب المتمثلة بـ «خطاب» الذي تم الغدر به عن طريق أحد عملاء الروس بعد أن أعطاه رسالة مسمومة في مارس من العام 2002، ونائبه «أبو الوليد الغامدي» الذي لقي حتفه على يد الروس إثر كمين أيضاً في أبريل 2004، وأبو عمر السيف».
في هذه المرحلة أراد الرئيس الشيشاني سليم خان يندرباييف أن يطبق الشريعة الإسلامية، وتمت المراسلات بينه وبين الشيخ أبي عمر عن طريق مندوب الرئيس الخاص وبعض المشايخ الشيشانيين؛ وهم ممن رأوا الشيخ أبا عمر وعلموا فضله، فلما ظهر لأبي عمر جدية الرئيس في ذلك طلب مقابلته.
تمت المقابلة في رجب 1417 بحضور أحد القادة والمشايخ الشيشانيين، وجرى حديث مطول عن ضرورة إقامة الشريعة، والانتقال إلى خطوات عملية تفصيلية، وتتابعت اللقاءات بعد ذلك، ووقف الشيخ أبوعمر معه وقفة قوية، ودعمه مادياً ومعنوياً، وكان يؤكد دائماً أن هذا هو ثمرة الجهاد في سبيل الله.
وكان من آثار ذلك أن أصدر الرئيس سليم خان عدة مراسيم؛ كمرسوم تأسيس المحاكم الشرعية، وجهاز الحسبة المسمى حرس الشريعة، ومراسيم أخرى لتنظيم التعليم والمساجد وغيرها.

### العمل والدعوة
تفاعل الشيخ أبوعمر مع هذه الخطوات الكبرى، ونذر وقته لها، فأسس الشيخ معهد القضاء الشرعي، ومعهد حرس الشريعة، وكان يعد القضاة ويعلمهم ويدارسهم في أقضية الناس، ويباشر القضاء أيضاً، وتخرج عليه ثلة من القضاة وطلبة العلم، وأسس فيما بعد معهد الإمام الشافعي، ثم أسس فيما بعد جمعية الهدى الخيرية التي تعنى بالفقراء والأرامل والأيتام، بالإضافة إلى أعمال الدعوة والمساجد والتعليم، والتي طبع عن طريقها مئات الآلاف من النسخ باللغتين الروسية والشيشانية، وكان هذا دافعاً كبيراً للشيخ أبي عمر في التعمق في السياسة الشرعية، والدخول بها من الأطر التأصيلية إلى معايشة الواقع.
وكان شديد العناية بالمساجد من حيث البناء، واختيار الأئمة المناسبين وكفالة الدعاة وتوزيعهم على المناطق. ولم يشغله كل هذا عن العناية بالمجاهدين، فكان يخطب الجمعة فيهم، ويحرص على زيارة معسكراتهم، وكان يدعم هذه المعسكرات في أماكن عدة من بلاد الشيشان.
وظهرت آثار القيام بالشريعة في حياة الناس، فأمنوا على أموالهم وأعراضهم، وبنيت المساجد وكثر المصلون، وانتشرت حلق التعليم ومنع الفساد في بلد كانت تأكله الفوضى والعصابات والجهالة. وكان وقته موزعاً بين التعليم، والإفتاء، والقضاء، والتأليف، والخطابة، والمشاركة في سياسة الدولة المسلمة، والمساندة لصف المجاهدين، والتعبد لله تعالى بالذكر والقيام. واستمر الشيخ أبوعمر في عمله، مع ما عصف به من شدائد يقتضيها الطريق، وهي على شدتها أتاحت للشيخ معايشة للسياسة الشرعية في شقها السِّلْمي، وفي بناء الدولة، حتى قامت الحرب الثانية. كانت للشيخ عناية خاصة بالجوانب الإعلامية، حيث أصدر عدداً من الصحف في أنحاء الشيشان، وأسس إذاعة لبث البرامج النافعة، وسعى في إطلاق قناة تلفزيونية على مستوى القوقاز.

### الحرب الشيشانية الثانية
بعد قيام الحرب الشيشانية الثانية انخرط الشيخ أبو عمر في صفوف المجاهدين بل في مقدمتهم، وكان مرتكزاً للمشورة والإفتاء، مما أتاح للشيخ معايشة جديدة للسياسة الشرعية في شقها الجهادي. طفق أبو عمر يحرض على الجهاد ودفع الصائل، وكاتب العلماء والمحسنين والمسلمين في العالم لدعم الجهاد، وكانت له عناية خاصة بجمع الكلمة وتأليف القلوب، فكان أحد المؤسسين وأبرز الداعمين لمجلس الشورى العسكري للمجاهدين في الشيشان، وظل منتقلاً مع المجاهدين في مختلف تضاريس الشيشان مذكراً ومثبتاً، ومرجعاً لهم في استفتاءاتهم ومقاتلاً في صفوفهم.
تولى أبوعمر السيف قيادة حركة الجهاد للمجاهدين العرب في الشيشان بعد وفاة القائد الميداني العربي خطاب ونائبه أبو الوليد الغامدي وحمل إرثاً صعباً، خصوصاً أنه ملم بالعلوم الشرعية أكثر منه بالفنون القتالية، لكنه مع هذا استطاع قيادة المجاهدين العرب في الشيشان إلى بر الأمان. أصيب في مواجهات كثيرة مع العدو في مواضع كثيرة من جسمه ألزمته الفراش في بعض المرات وقد شارك في مسيرة «شاتوي» في حالة عصيبة من البرد ووعورة الطريق والحصار والقصف مع معاناة الجرحى والمرضى وجرت عدة محاولات لاغتياله نجا منها.

## السياسة والعقيدة والصفات

### سياسته
كانت سياسة أبو عمر مرتبطة بمنهج السلف الصالح في العقيدة والأخلاق والسلوك وكان أثر هذه السياسة ظاهر في ترشيد الجهاد وتوعية المجاهدين مساهم في توازن الجهاد الشيشاني وحفظه من غوائل الغلو والانحراف الفكري. حرص أبوعمر على توثيق صلاته بالعالم الإسلامي وبعلماء الأمة الكبار سواء في نقل الصورة الحقيقية لهم أو مشاورتهم في نوازل المسائل، وكان في ذلك على قدر من التوقير والخلق ولم يكن ممن يهاجم العلماء أو يغض من شأنهم ولو اختلف معهم، وكان همزة الوصل بين المجاهدين في الشيشان وبين علماء كثيرين خاصة علماء الجزيرة العربية والشيخ ابن عثيمين خصوصاً.
أصدر بيانات عدة يستنكر فيها العمليات التخريبية التي طالت مدناً عدة في السعودية والكويت ومصر وغيرها من بلاد المسلمين الآمنة، وكان يطالب بتنقية الجهاد مما قد يعلق به من شوائب تصرفات يقدم عليها بعض المجاهدين من قليلي العلم الشرعي مما قد يعرض الجهاد إلى تشويه. كان يدعو كل من يجد في نفسه حب الجهاد إلى الذهاب إلى ساحات القتال «الواضحة» في العراق والشيشان وأفغانستان وعدم التورط بدماء الأبرياء في الدول الإسلامية الآمنة.

### الفكر والعقيدة
تميز الشيخ أبوعمر بالحرص على اتباع القرآن والسنة، علماً وعملاً، ويظهر من كتاباته كثرة استشهاداته بهما، مع عمق الاستدلال، وقد عرف حرصه على منهج السلف ومن سار مسيرهم، وكان كثير الإيراد لكلام شيخي الإسلام ابن تيمية وابن القيم.

### عرف عنه
كان في حياته - كما كان في أول عمره - على قدر كبير من الخلق والعفة والحياء وحفظ اللسان، وعلى جانب كبير من العبادة ومداومة الذكر، وكان رغم أعبائه وامتلاء وقته إلا أنه كان من أهل قيام الليل، وتميز بالذكاء والفراسة والشخصية القوية المهابة عند الجميع، على تواضع وحلم وصبر وطول بال وتأن في الفتوى وتأمل في القرارات، وكان كثير الصمت هادئ الطبع سهل المعاشرة مع ما له من عزيمة وإصرار وجد في العمل.

## مواقف ومآثر
- كان للشيخ دور في إدخال كثير من العرب الذي قاتلوا في الشيشان ومنهم القادة مثل أبو ذر الطائفي.
- الشيخ كان كثير الهم والحرقة على أوضاع المسلمين.
- كان الشيخ معتنياً بالدعاء مكثراً منه في كل أحواله؛ ولذلك كان معجباً بكتاب «الدعاء من الكتاب والسنة» للقحطاني.
- كان معجباً بأبي ثابت «صالح الدهيشي» الذي قتل في بداية الحرب الثانية، ويقول أنه يتمنى أن يلقى الله بمثل أعمال أبو ثابت الصالحة.
- لا يستعجل بالإفتاء بل يكثر التفكير عند السؤال أحياناً وأحياناً يقول لا أعلم ولا يستحي من ذلك.
- محبوباً لدى القادة فهم يتتابعون إلى المجئ إليه.
- كان يؤول الرؤيا، وقد رأى أول القتال الشمس، وقد خرجت من المشرق صباحاً، فقال إن هذه الحرب تطول والله أعلم.
- وفي إحدى حصارات الروس للمجاهدين؛ رأى الشيخ سالم وفوق كتفه أبو الوليد، فقال سوف نخرج سالمين بإذن الله، وقد كان القائد أبو الوليد هو الأمير في تلك المجموعة وقد خرجوا سالمين بحمد الله في ذلك اليوم.[5]

## اغتياله
في شهر شوال عام 1426 هـ حاصرت القوات الروسية منزله الواقع في إحدى ضواحي مدينة خاسافيورت الداغستانية ونتيجة لمقاومته المستميتة دفعت مهاجميه إلى استخدام قذائف صاروخية دمرت المنزل بالكامل وقتلت من فيه، وقتل ومعة ثلاثة من أفراد حرسه الخاص.

## وصلات خارجية
- صفحة الشيخ أبوعمر السيف (على منبر التوحيد والجهاد)
- تأكيد نبأ استشهاد الشيخ أبوعمر السيف
- مقال كتبه الشيخ بعنوان (إعذار وإنذار)
- مقال كتبه الشيخ بعنوان (نحن لن نرى العلماء يعلمون المسلمين في ميدان الجهاد)

فلم وثائقي عن الشيخ
- الشيخ أبو عمر السيف  4/1 على يوتيوب
- الشيخ أبو عمر السيف  4/2 على يوتيوب
- الشيخ أبو عمر السيف  4/3 على يوتيوب
- الشيخ أبو عمر السيف  4/4 على يوتيوب